# Seth Gueko

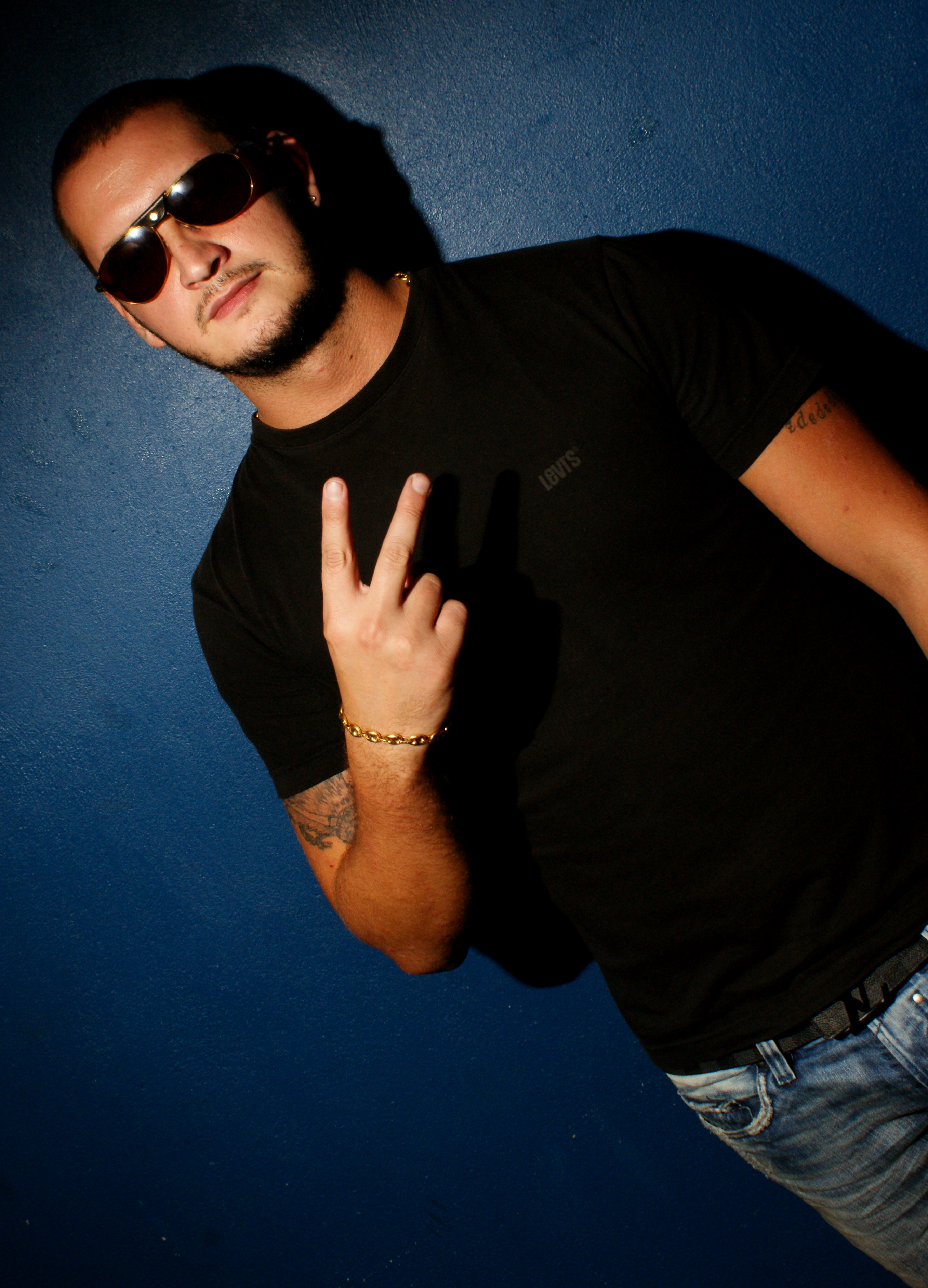
Seth Gueko (2010)

Seth Gueko (* 27. Oktober 1980 in Saint-Ouen-l’Aumône, einer Gemeinde des Départements Val-d’Oise, als Nicolas Salvadori) ist ein französischer Rapper, der beim Label Neochrome unter Vertrag steht.

## Biografie
Als Sohn eines Italieners und einer Russin wuchs Seth Gueko in der nördlichen Banlieue von Paris auf. Sein Künstlername stammt von Seth Gecko, einer der Hauptpersonen im Film From Dusk Till Dawn.
Über das Label Neochrome und seinen Kumpel Sinik schaffte er Anfang 2000 den Einstieg in die französische Rapszene. Nach einigen Compilations mit Künstlern des Labels brachte er im Jahr 2004 mit Mains sales seine erste Single raus. Ein Jahr später folgte mit Le barillet est plein das erste Street Album, welches zu einem der erfolgreichsten des Jahres wurde. Damit stieg Seth Gueko zum Aushängeschild des französischen Labels auf.
Nach weiteren Features für Mixtapes und Compilations des Labels erschien im Frühjahr 2007 sein zweites Album Patate de forain. Er vermochte einmal mehr mit griffigen  Punchlines zu überzeugen, was ihm endgültig den Ruf einbrachte, einer der besten Rapper der Szene zu sein. Ein Jahr später legte er mit dem Mixtape Drive-by en caravane nach, in welchem er unter anderem seine  zigeunischen Wurzeln verdeutlicht. Im selben Jahr lieferte er auch die Single zum Blockbuster Mesrine, von welchem er sich sehr beeindruckt zeigt. So überraschte es nicht, dass Seth Gueko anschließend ein Best-of Album mit dem Namen Les fils de Jack Mess veröffentlichte.
Zu Beginn des Jahrs 2009 vereinbarte er einen Deal mit dem Label Hostile, blieb aber den Jungs von Neochrome treu. Wenige Monate später erschien das Album La chevalière, welches ihn erstmals in die Top 10 der französischen Album-Charts brachte. Mit seinem Beitrag zu  Boobas Mixtape Autopsie vol.3 bestätigte er seine Ansprüche, der ersten Garde des französischen Raps anzugehören.

## Diskografie

### Studioalben
| Jahr | Titel                | Höchstplatzierung, Gesamtwochen, AuszeichnungChartplatzierungen (Jahr, Titel, Platzierungen, Wochen, Auszeichnungen, Anmerkungen) | Höchstplatzierung, Gesamtwochen, AuszeichnungChartplatzierungen (Jahr, Titel, Platzierungen, Wochen, Auszeichnungen, Anmerkungen) | Höchstplatzierung, Gesamtwochen, AuszeichnungChartplatzierungen (Jahr, Titel, Platzierungen, Wochen, Auszeichnungen, Anmerkungen) | Anmerkungen                           |
| Jahr | Titel                | FR | BEW | CH | Anmerkungen                           |
| ---- | -------------------- | --- | --- | --- | ------------------------------------- |
| 2008 | Drive-by en caravane | FR42 (4 Wo.)FR | — | — |                                       |
| 2008 | Seth Gueko           | FR183 (1 Wo.)FR | — | — |                                       |
| 2009 | La chevalière        | FR12 (16 Wo.)FR | BEW88 (2 Wo.)BEW | — |                                       |
| 2011 | Michto               | FR11 (13 Wo.)FR | BEW45 (3 Wo.)BEW | — |                                       |
| 2013 | Bad Cowboy           | FR1 (18 Wo.)FR | BEW53 (11 Wo.)BEW | — |                                       |
| 2015 | Professeur Punchline | FR12 (9 Wo.)FR | BEW45 (1 Wo.)BEW | — |                                       |
| 2016 | Barlou               | FR30 (12 Wo.)FR | BEW65 (5 Wo.)BEW | — |                                       |
| 2019 | Destroy              | FR10 (12 Wo.)FR | BEW29 (3 Wo.)BEW | CH84 (1 Wo.)CH | Erstveröffentlichung: 25. Januar 2019 |
| 2022 | Mange tes morts      | FR12 (5 Wo.)FR | BEW51 (2 Wo.)BEW | — | Erstveröffentlichung: 3. Juni 2022    |

Weitere Studioalben
- 2004: Mains sales
- 2005: Le barillet est plein
- 2012: Neochrome Hall Stars
- 2013: Mazter Chefs

### Mixtapes
| Jahr | Titel                | Höchstplatzierung, Gesamtwochen, AuszeichnungChartplatzierungen (Jahr, Titel, Platzierungen, Wochen, Auszeichnungen, Anmerkungen) | Höchstplatzierung, Gesamtwochen, AuszeichnungChartplatzierungen (Jahr, Titel, Platzierungen, Wochen, Auszeichnungen, Anmerkungen) | Höchstplatzierung, Gesamtwochen, AuszeichnungChartplatzierungen (Jahr, Titel, Platzierungen, Wochen, Auszeichnungen, Anmerkungen) | Anmerkungen                             |
| Jahr | Titel                | FR | BEW | CH | Anmerkungen                             |
| ---- | -------------------- | --- | --- | --- | --------------------------------------- |
| 2007 | Patate de forain     | FR69 (3 Wo.)FR | — | — |                                         |
| 2008 | Le fils de Jack Mess | FR85 (3 Wo.)FR | — | — | Erstveröffentlichung: 28. November 2008 |

### Singles
| Jahr | Titel Album                         | Höchstplatzierung, Gesamtwochen, AuszeichnungChartsChartplatzierungen (Jahr, Titel, Album, Platzierungen, Wochen, Auszeichnungen, Anmerkungen) | Anmerkungen                                           |
| Jahr | Titel Album                         | FR | Anmerkungen                                           |
| --- | ----------------------------------- | --- | ----------------------------------------------------- |
| 2013 | Paranoïak Bad Cowboy                | FR57 (6 Wo.)FR |                                                       |
| 2015 | Val d’Oseille Professeur Punchline  | FR97 (1 Wo.)FR |                                                       |
| 2015 | Chintawaz Professeur Punchline      | FR82 (2 Wo.)FR | Erstveröffentlichung: 21. September 2015 feat. Gradur |
| 2015 | Seth Gueko Bar Professeur Punchline | FR188 (2 Wo.)FR |                                                       |
| 2015 | Titi parisien Professeur Punchline  | FR38 (5 Wo.)FR |                                                       |
| Folgende Lieder erschienen nicht als Single, wurden aber durch das Album zum Download und Streaming bereitgestellt und konnten somit eine Platzierung erlangen: |                                     | |                                                       |
| |                                     | |                                                       |
| 2017 | C’est pas pareil (Remix) Barlou     | FR184 (1 Wo.)FR | feat. Kaaris                                          |

### Gastbeiträge
| Jahr | Titel Album                  | Höchstplatzierung, Gesamtwochen, AuszeichnungChartsChartplatzierungen (Jahr, Titel, Album, Platzierungen, Wochen, Auszeichnungen, Anmerkungen) | Anmerkungen |
| Jahr | Titel Album                  | FR | Anmerkungen |
| --- | ---------------------------- | --- | --- |
| 2014 | Sphinx –                     | FR24 (3 Wo.)FR | Erstveröffentlichung: 20. Februar 2014 Joke feat. Rim'K & Seth Gueko                                                |
| 2017 | Grand Paris Prose élite      | FR48 Platin · (9 Wo.)FR | Erstveröffentlichung: 28. Februar 2017 Médine feat. Lartiste, Lino, Sofiane, Alivor, Seth Gueko, Ninho & Youssoupha |
| 2021 | Les professeurs Brrr EP      | FR151 (1 Wo.)FR | Erstveröffentlichung: 18. Februar 2021 Vladimir Cauchemar feat. Seth Gueko, Freeze Corleone & Phazz                 |
| Folgende Lieder erschienen nicht als Single, wurden aber durch das Album zum Download und Streaming bereitgestellt und konnten somit eine Platzierung erlangen: |                              | | |
| |                              | | |
| 2020 | Argent, drogue et sexe Split | FR199 (1 Wo.)FR | Josman feat. Seth Gueko                                                                                             |